# Metaphidippus mandibulatus
Metaphidippus mandibulatus là một loài nhện trong họ Salticidae.
Loài này thuộc chi Metaphidippus. Metaphidippus mandibulatus được Frederick Octavius Pickard-Cambridge miêu tả năm 1901.